# Johann Gunert
Johann Gunert (eigentlich Johann Aulehla; * 9. Juni 1903 in Mödritz, Österreich-Ungarn; † 3. Oktober 1982 in Wien) war ein österreichischer Lyriker und Essayist.

## Leben
Der Sohn eines Eisenbahnbeamten kam mit 2 Jahren 1905 nach Wien. Nach der Matura arbeitete er als Assistent an einer technischen Abendschule und als literarischer Leiter der Volksbücherei Floridsdorf. 1927 wurde er Beamter bei der Wiener Stadtbibliothek. 1934 heiratete er die Lyrikerin Herma Besenböck (1905–1949). Gunert hatte vor 1938 bereits in Zeitungen und Zeitschriften Lyrik veröffentlicht, enthielt sich aber in der Zeit der Naziherrschaft jeder Veröffentlichung. 1942 wurde er als Funker in die Wehrmacht eingezogen und geriet 1944 in französische Kriegsgefangenschaft. Nach seiner Heimkehr aus dem Krieg war Gunert Lektor für Kultur und Volksbildung in Wien und Mitarbeiter beim Österreichischen Rundfunk.
Sein erster Gedichtband Irdische Litanei, der 1945 erschien, reflektiert angesichts der Kriegszerstörung das Zurückgeworfensein auf die elementaren Grundbedürfnisse: Essen, Trinken, Schlafen.
Neben seinem dichterischen Werk verfasste Gunert eine Reihe literaturgeschichtlicher Essays, darunter die Hörfolge Amerika im Spiegel österreichischer Literatur (1953) und Landschaft und Naturgefühl in Rilkes Lyrik.

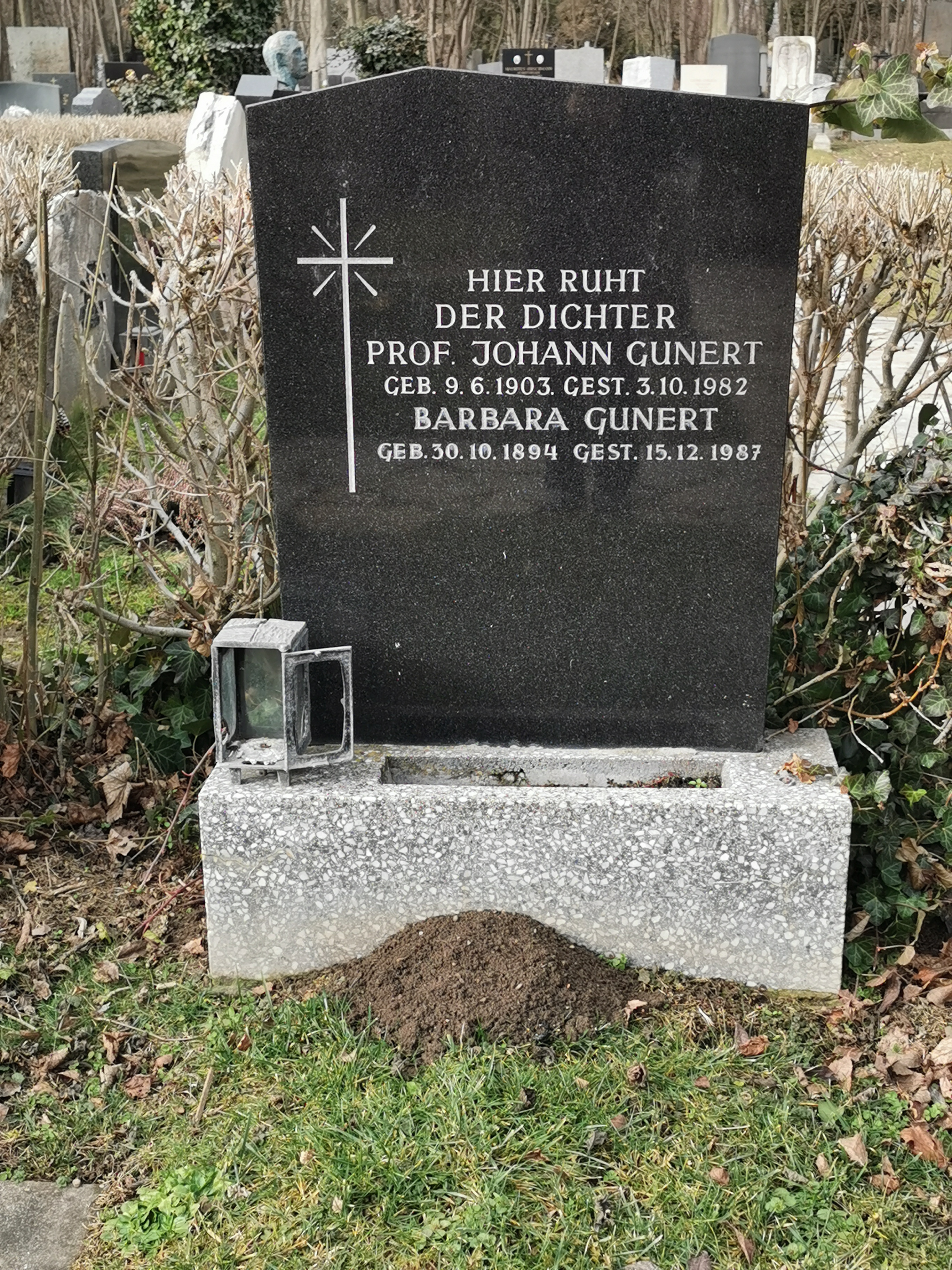
Grabstätte

Gunerts Grab befindet sich auf dem Wiener Zentralfriedhof in einer Gruppe von Ehrengräbern.

## Würdigungen
- 1956 Österreichischer Förderungspreis für Literatur
- 1961 Georg-Trakl-Preis
- 1968 Preis der Stadt Wien für Literatur
- 1978 Grillparzer-Ring

1984 wurde der Gunertweg im Wiener Stadtteil Hirschstetten nach ihm benannt.

## Werke
- Hermann Hakel (Hrsg.): Stimmen der Zeit. Fünf Lyriker: Friedrich Bergammer, Fritz Brainin, Rudolf Felmayer, Johann Gunert, Hermann Hakel. Anzengruber, Wien 1938.
- Irdische Litanei. E. Müller, Wien 1945.
- Das Leben des Malers Vincent van Gogh. Österreichische Verlags-Anstalt, Innsbruck 1949.
- Überall auf unsrer Erde. Österreichische Verlags-Anstalt, Innsbruck 1952.
- Bibliographie seiner Mitglieder. Österreichischer P.E.N. Club, Wien 1955.
- Aller Gesang dient dem Leben. Österreichische Verlags-Anstalt, Innsbruck 1956.
- Inschrift tragend und Gebild. Bergland-Verlag, Wien 1958.
- Kassandra lacht. Stiasny, Graz 1962.
- Es geschehen Zeichen. Bergland-Verlag, Wien 1968.
- Die andere Dimension. Bergland-Verlag, Wien 1977.